# Constantino (espatário)
Constantino (em grego medieval: Κωνσταντῖνος) foi um oficial bizantino do século VIII. Ele é mencionado num selo no qual é descrito como espatário e arconte de Creta. Pensa-se que pode ser identificado com o indivíduo homônimo citado em outro selo como patrício, protoespatário e estratego da Sicília, porém por vezes esse selo é associado a Constantino Sudas ou outro homônimo.